# Mannose-6-phosphate
Le D-mannose-6-phosphate (M6P) est un ester phosphorique du mannose lié aux lectines du système immunitaire. Il est converti en fructose-6-phosphate par la mannose-6-phosphate isomérase (EC 5.3.1.8). Il constitue un signal pour précurseurs protéiques des hydrolases acides des lysosomes. Un résidu M6P est lié à ces précurseurs protéiques dans l'appareil de Golgi. Il reste lié aux hydrolases acides jusqu'à ce que le pH passe de 6,6 à 6,0 dans les lysosomes, valeur à laquelle il se détache de l'enzyme. Ces modifications ont lieu dans la lumière de l'appareil de Golgi. 